# Jornal 2
Jornal 2 (Jornal 2: nos tempos da 2:) é o telejornal de horário nobre da RTP2 (que durante alguns anos se chamou 2:), que vai para o ar todos os dias às 21h30. É apresentado por Hugo Gilberto, Sandra Sousa e Vânia Pereira Correia. O noticiário da RTP2 contêm e analisa as principais notícias da atualidade nacional e internacional, num intervalo máximo de 30 minutos. É composto por peças de um modo geral mais curtas e estruturadas do que as dos outros noticiários da RTP.
O formato foi criado para acomodar um convidado ou comentador em estúdio, para debater sucintamente o assunto mais importante do dia. Além do fluxo noticioso geral, o Jornal 2 aborda temáticas não frequentemente focadas em outros telejornais, como a cultura, a inovação e a ciência dando sempre particular atenção às áreas sociais e do conhecimento.

## História
O Jornal 2 estreou na sequência da renomeação da TV2 como RTP2 em Abril de 1996, sucedendo ao TV2 Jornal, com o objetivo de servir pessoas que querem ou precisam de estar bem informadas, que não viram o Telejornal da RTP1 e que não dispõem de 60 ou 90 minutos para tal.
Jornalistas como Vasco Matos Trigo, Alberta Marques Fernandes, Carlos Fino, Cecília Carmo, Cristina Esteves, Ana Ribeiro, Fátima Campos Ferreira, Márcia Rodrigues, João Tomé de Carvalho, Patrícia Gallo ou João Fernando Ramos apresentaram este programa da Direção de Informação da RTP, sendo atualmente apresentado por Hugo Gilberto, Sandra Sousa e Vânia Pereira Correia.
Nos tempos da 2: começava às 21:30, em vez de começar às 22:00 como era habitualmente até então. Com o fim da 2: o noticiário voltou ao seu horário original, 22:00.
Ao longo dos anos, apesar da estrutura se manter a mesma, o formato foi sofrendo ligeiras alterações. Por exemplo, o Jornal 2 entre 2002 e 2004, quando era apresentado por Carlos Fino, Fátima Campos Ferreira e Márcia Rodrigues, era designado como um "jornal de autor", devido à renovação feita pelo então recém-Diretor-Geral da RTP Emídio Rangel, em que o Jornal 2 passou a ter apenas uma equipa de reportagem, os convidados deixaram de ser avençados e que, por isso, passariam a ser os pivôs em conjunto com a equipa de reportagem a decidir quais as notícias e a trabalhar os respetivos enquadramentos e quais os grandes convidados, tanto para entrevistas, como para debates. Como nota de curiosidade, o Jornal 2 na altura terminava a assinalar uma efeméride.
Em 17 de outubro de 2010, o Jornal 2 teve a sua última emissão, dando lugar ao Hoje, em duas edições diárias, às 19 e às 22 horas.
Em 11 de setembro de 2013, foi anunciado que o Jornal 2 iria voltar em Outubro do mesmo ano, desta vez conduzido pelo jornalista Manuel Meneses. Porém, apenas regressou no dia 7 de abril de 2014 e em vez de ser às 22h passou a ser às 21h e é conduzido não por Manuel Meneses mas sim por João Fernando Ramos, e aos fins de semana por Fátima Araújo e Daniel Catalão. Jorge Oliveira da Silva passou também a apresentar a edição de fim-de-semana do jornal uns meses depois.
A 1 de dezembro de 2020, o Jornal 2 muda de grafismo, de apresentadores e cenário. continua a ser feito no Porto, mas agora com apresentação alternada semanalmente entre Hugo Gilberto e Sandra Sousa.

## Rúbricas
Ao longo da sua história, o Jornal 2 contou com rúbricas temáticas. Uma delas foi o Cartaz 2, emitido entre 2005 e 2010, e que se dedicava à informação cultural e ao cartaz dos espetáculos.
Em 2016, emitia as seguintes rúbricas diárias: Postal da Grande Guerra, às segundas, em parceria com a Antena 2, com base em cartas feitas durante a Primeira Guerra Mundial; Dois minutos e alguns segundos às terças, com João Costa, sobre tecnologia;; Jornalíssimo, às quartas, dedicada a jovens; revista de imprensa internacional, com Felisberta Lopes, às quintas; e Sugestões, com Álvaro Costa, sobre música.

## Apresentadores

### Atuais apresentadores
- Hugo Gilberto
- Sandra Sousa
- Vânia Pereira Correia
- Fátima Araújo

### Antigos apresentadores
- Ana Cardoso Fonseca
- João Fernando Ramos
- Ana Ribeiro
- Alberta Marques Fernandes
- Carlos Fino
- Cecília Carmo
- Cristina Esteves
- Fátima Campos Ferreira
- Henrique Garcia
- João Tomé de Carvalho
- Márcia Rodrigues
- Patrícia Gallo
- Vasco Matos Trigo
- Ana Guedes Rodrigues
- João Miguel Santos

## Reconhecimentos
| Ano  | Prémios         | Categorias                    | Destinatários e nomeados | Resultado | Ref(s) |
| ---- | --------------- | ----------------------------- | ------------------------ | --------- | ------ |
| 2021 | Prémios Autores | Melhor programa de informação | Jornal 2                 | Venceu    | [ 16 ] |